# Mohamed Konaté
Mohamed Oumar Konaté (ur. 20 października 1992) – malijski piłkarz grający na pozycji środkowego obrońcy. Zawodnik klubu Étoile du Sahel.

## Kariera klubowa
Swoją karierę piłkarską Konaté rozpoczął w klubie Djoliba AC. W sezonie 2008/2009 zadebiutował w jego barwach w malijskiej Première Division. W debiutanckim sezonie zdobył z nim Puchar Mali i wywalczył mistrzostwo tego kraju. W sezonach 2009/2010 i 2010/2011 zostawał wicemistrzem, a w sezonie 2011/2012 ponownie został mistrzem Mali. W 2012 roku przeszedł do marokańskiego klubu Renaissance de Berkane.
| Sezon   | Klub                   | Kraj   | Rozgrywki         | Mecze | Gole |
| ------- | ---------------------- | ------ | ----------------- | ----- | ---- |
| 2008/09 | Djoliba AC             | Mali   | Première Division | ?     | ?    |
| 2009/10 | Djoliba AC             | Mali   | Première Division | ?     | ?    |
| 2010/11 | Djoliba AC             | Mali   | Première Division | ?     | ?    |
| 2011/12 | Djoliba AC             | Mali   | Première Division | ?     | ?    |
| 2012/13 | Renaissance de Berkane | Maroko | GNF 1             | 16    | 2    |
| 2013/14 | Renaissance de Berkane | Maroko | GNF 1             | 26    | 1    |
| 2014/15 | Renaissance de Berkane | Maroko | GNF 1             | 14    | 2    |
| 2015/16 | Renaissance de Berkane | Maroko | GNF 1             | 26    | 3    |
| 2016/17 | Renaissance de Berkane | Maroko | GNF 1             | 28    | 1    |

## Kariera reprezentacyjna
W 2011 roku Konaté wystąpił na Mistrzostwach Świata U-20. W reprezentacji Mali zadebiutował 25 kwietnia 2009 w wygranym 3:0 towarzyskim meczu z Gwineą Równikową. W 2015 roku został powołany do kadry na Puchar Narodów Afryki 2015. Był na nim rezerwowym i nie wystąpił w żadnym meczu.